# Megan Wants a Millionaire
Megan Wants a Millionaire (с англ. — «Меган хочет миллионера») — реалити-шоу на телеканале VH1, посвященное борьбе семнадцати богатых мужчин за любовь Меган Хаусерман. Идея этого шоу возникла после замечания, сделанного Хаусерман во время одной из серии реалити-шоу Rock of Love: Charm School, когда она заявила, что хотела бы стать «статусной женой» (более эффектная жена по сравнению с мужем). Для кастинга VH1 отбирал мужчин с чистым доходом свыше 1 млн $.
В феврале 2009 года Хаусерман дала интервью, в котором объявила о начале съёмочного процесса Megan Wants a Millionaire. Она также заявила, что она ищет «зрелого парня, который сможет найти со мной общий язык и не заплакать». По словам Хаусерман, «он не обязательно должен быть богатым, он должен быть надёжным». Отбор мужа, по её словам, был бы самым настоящим. Премьера состоялась 2 августа 2009 года.
19 августа показ Megan Wants a Millionaire был приостановлен, так как выяснилось, что один из участников, Райан Дженкинс (англ. Ryan Jenkins), находится под подозрением в связи с убийством его жены, модели Жасмин Фиоре 23 август 2009 года Дженкинс был найден повесившимся в отеле На следующий день VH1 объявил об отмене Megan Wants a Millionaire.